# سیارک ۲۰۳۳۵
سیارک ۲۰۳۳۵ (به انگلیسی: 20335 Charmartell، نامگذاری:1998HK57) بیست هزار و سیصد و سی و پنجمین سیارک کشف شده‌است که در ۲۱ آوریل ۱۹۹۸ کشف شد.
قدر مطلق سیارک برابر ۱۱.۷ است.